# Юрген Прохнов
Юрген Прохнов (нім. Jürgen Prochnow; 10 червня 1941) — німецький актор.

## Біографія
Юрген Прохнов народився 10 червня 1941 року в Берліні, Німеччина. Виріс у Дюссельдорфі в сім'ї інженера. Навчався акторській майстерності у Фолькванзькій академії в Ессені. Завдяки його інтенсивності на екрані і його відмінному знанню англійської мови, Юрген став одним з найбільш процвітаючих німецьких акторів у Голлівуді.
Його найвідомішими ролями є роль капітана підводного човна у фільмі «Підводний човен» (1981), герцога Лето Атріда у фільмі «Дюна» (1984) і лиходія Максвелла Дента у фільмі «Поліцейський з Беверлі Гіллз II» (1987).

## Фільмографія
- 1981 — Підводний човен / Das Boot
- 1983 — Фортеця / The Keep
- 1984 — Дюна / Dune
- 1987 — Поліцейський з Беверлі Гіллз II / Beverly Hills Cop II
- 1988 — Сьоме знамення / The Seventh Sign
- 1989 — Сухий білий сезон / A Dry White Season
- 1990 — Четверта війна / The Fourth War
- 1991 — Робін Гуд / Robin Hood
- 1992 — Перехоплювач / Interceptor
- 1992 — Коштовності / Jewels
- 1995 — У пащі божевілля / In the Mouth of Madness
- 1995 — Суддя Дредд / Judge Dredd
- 1996 — Англійський пацієнт / The English Patient
- 1996 — Алізея і прекрасний принц / Sorellina e il principe del sogno
- 1997 — Літак президента / Air Force One
- 1998 — Вбивці на заміну / The Replacement Killers
- 1999 — Командир ескадрильї / Wing Commander
- 1999 — Небесний вогонь / Heaven's Fire
- 2001 — Остання втеча / Last Run
- 2002 — Серце Америки / Heart of America
- 2003 — Дім мерців / House of the Dead
- 2006 — Пивний бум / Beerfest
- 2006 — Код да Вінчі / The Da Vinci Code
- 2007 — Первісне зло / Primeval
- 2008 — Мерлін та останній дракон / Merlin and the War of the Dragons
- 2015 — Хітмен: Агент 47 / Hitman: Agent_47
- 2017 — Остання подорож Леандра / Leanders letzte Reise
- 2019 — Приховане життя / A Hidden Life